# Beinasco
Beinasco là một đô thị ở tỉnh Torino trong vùng Piedmont, có vị trí cách khoảng 11 km về phía tây nam của Torino, nước Ý.
Beinasco giáp các đô thị: Torino, Orbassano và Nichelino.

## Twin towns
- Piatra Neamt, România